# Behobia-San Sebastián
La Behobia-San Sebastián (B/SS) és una cursa popular, amb una distància d'uns 20 quilòmetres, que transcorre entre el petit barri de Behobia, de la localitat d'Irun, i la capital guipuscoana de Sant Sebastià, tot seguint el recorregut de la carretera N-I. Actualment té la seva arribada a meta a la cèntrica Alameda del Boulevard de Sant Sebastià. Però no sempre situat en aquest punt. A la dècada de 1920, l'arribada se solia ubicar al camp de futbol d'Atocha, on també es van celebrar campionats d'atletisme espanyols.
La cursa, organitzada per l'Associació Esportiva Fortuna, té una llarga història que va començar l'any 1919, i que arriba fins a l'actualitat. Durant tots aquests anys ha viscut diverses vicissituds que l'han marcat i han aconseguit convertir-la en una de les curses populars més destacades i multitudinàries.

## Els inicis (1919-1926)
La primera edició de la "Behobia-San Sebastián" es va celebrar el 30 de març de 1919. Després de l'èxit d'aquell esdeveniment, en el qual l'atleta d'Elgoibar Juan Muguerza va guanyar amb un crono de 1h17:50, es van celebrar set edicions consecutives, fins a la que va tenir lloc el 28 de març de 1926. Però, a partir d'aleshores, va caure en alts i baixos i només es va celebrar en anys determinats, a causa de factors històrics que la van afectar, com la guerra civil, i altres successos històrics rellevants. Així, després de forces anys sense tenir lloc, la prova es va donar gairebé per desapareguda, fins que el 1979 Pancho Gómez i Remigio Tellería van apostar per tornar-li a la Behobia la resplendor que es mereixia, ja que en 45 anys només s'havien celebrat catorze edicions.

## Segona època: una cursa de relleus (1936-1963)
Entre els anys 1936 i 1963, es va tornar a celebrar la prova, però aleshores amb unes característiques diferents i de forma no continuada en el temps, amb només sis edicions, amb participació exclusivament masculina. Durant aquells anys, des que el 29 de març de 1936 torna a ressuscitar la Behobia-Sant Sebastián, sota una altra modalitat, la competició se celebraba amb equips de quatre atletes que han de córrer cadascun cinc quilòmetres. La Guerra Civil Espanyola, de 1936 a 1939, interromp la continuïtat de la Behobia fins al 13 d'abril de 1941, en què torna a celebrar-se, guanyant l'equip de la Reial Societat de Futbol, tal com passarà en l'edició de l'any següent. Fins a 1949 no es torna a celebrar la Behobia. La dotzena edició és la tercera per relleus. Venen equips francesos i és el CAM de Bordeus el que guanya i estableix un nou rècord, en 1h.05:32. Hi ha diversos parèntesis fins a 1963, coincidint amb les festes del 150 aniversari de l'enderrocament de les muralles donostiarres. El Jaizkibel va establir un gran record: 1h.01:26. Es produeix una nova interrupció fins al 13 de maig de 1951, quan guanya l'equip de l'Association Sportive Montferrandaise. La "Reial Societat" va ser l'equip que més vegades va guanyar aquesta cursa de relleus (dos triomfs: en 1941 i 1942). "Jaizkibel 'A'", "A.S. Montferrandaise", "C.A.M. Bordeaux" i "Eusko Gaztedi" van ser els altres equips triomfadors.

## Època moderna: la cursa popular (des del 1979)
Des de l'any 1979, en què es va tornar a recuperar la cursa, aquesta ha continuat celebrant-se anualment, de manera consecutiva, sense cap interrupció, augmentant cada any el nombre de participants, i arribant a superar els 30.000 inscrits el 2014 i també en les edicions dels anys posteriors. El record d'inscripcions va tenir lloc l'any 2015 amb més de 33.900 corredors. El 2018, any en què va guanyar l'atleta català Jaume Leiva, va arribar als més de 30.900 participants. També cal destacar la victòria de l'atleta catalana Marina Prat Vidal en les edicions de 1989 i 1992.

## Palmarés
| Edició | Any   | Vencedor                           | Temps(h:m:s) | Vencedora                      | Temps(h:m:s) |
| ------ | ----- | ---------------------------------- | ------------ | ------------------------------ | ------------ |
| 59a    | 2024  | Chakib Lachgar Lachgar (MAR)       | 1:02:17      | Mireia Guarner Piquet (CAT)    | 1:14.04      |
| 58a    | 2023  | Chakib Lachgar Lachgar (MAR)       | 0:59:56      | Laura Rodríguez (ESP)          | 1:14.22      |
| 57a    | 2022  | Nan Oliveras i Font (CAT)          | 1:01.29      | Cristina Silva Feliu (CAT)     | 1:11.32      |
| 56a    | 2021  | Eneko Agirrezabal Telleria (EUS)   | 1:01:43      | Nuria Lugueros Díaz (ESP)      | 1:12:46      |
| ----   | 20203 | No celebrada pel COVID-19          |              |                                |              |
| 55a    | 2019  | Chakib LachgarLachgar (MAR)        | 1:00:57      | Gemma Barrachina (VAL)         | 1:11:38      |
| 54a    | 2018  | Jaume Leiva Beato (CAT)            | 1:00:22      | Aroa Merino (ESP)              | 1:09:44      |
| 53a    | 2017  | Carles Castillejo i Salvador (CAT) | 1:00:39      | Aroa Merino (ESP)              | 1:11:05      |
| 52a    | 2016  | Carles Castillejo i Salvador (CAT) | 1:00:18      | Aroa Merino (ESP)              | 1:10:55      |
| 51a    | 2015  | Carles Castillejo i Salvador (CAT) | 1:01:13      | Raquel Gómez (ESP)             | 1:13:39      |
| 50a    | 20142 | Jose Carlos Hernandez (CAT)        | 1:01:37      | Vanessa Veiga (GAL)            | 1:09:58      |
| 49a    | 2013  | Pedro Nimo (GAL)                   | 1:04:30      | Claudia Behobide Alkain (EUS)  | 1:16:20      |
| 48a    | 2012  | Jaume Leiva Beato (CAT)            | 1:01:33      | Oihana Kortazar Aranzeta (EUS) | 1:14:42      |
| 47a    | 2011  | Abrha Milaw Asefa (ETH)            | 1:02:56      | Tirhas Gebre Aunoon (ETH)      | 1:08:07      |
| 46a    | 2010  | Rafael Iglesias (ESP)              | 1:01:11      | Maria Lopez de Tejada (EUS)    | 1:15:10      |
| 45a    | 2009  | Rafael Iglesias (ESP)              | 1:01:16      | María José Pueyo (ESP)         | 1:12:15      |
| 44a    | 2008  | Chema Martínez (ESP)               | 1:00:31      | Ana Casares Polo (ESP)         | 1:13:43      |
| 43a    | 2007  | Chema Martínez (ESP)               | 1:01:48      | Sarah Kerubo (KEN)             | 1:09:26      |
| 42a    | 2006  | Chema Martínez (ESP)               | 1:03:01      | Elena Moreno (ESP)             | 1:13:28      |
| 41a    | 2005  | Chema Martínez (ESP)               | 1:02:11      | Rael Kimayo (ETH)              | 1:14:12      |
| 40a    | 2004  | Alberto Juzdado (ESP)              | 1:00:41      | Wahby Kenza (MAR)              | 1:11:15      |
| 39a    | 2003  | Alberto Juzdado (ESP)              | 1:02:13      | Iratxe Aranburu Epelde (EUS)   | 1:13:42      |
| 38a    | 2002  | Benjamin Rotich (KEN)              | 0:59:40      | Iratxe Aranburu Epelde (EUS)   | 1:15:38      |
| 37a    | 2001  | Philip Rugut (KEN)                 | 0:59:27      | Rocío Ríos (ESP)               | 1:11:50      |
| 36a    | 2000  | Julius Gidabuday (TAN)             | 1:01:34      | María José Pueyo Bergua (ESP)  | 1:13:43      |
| 35a    | 1999  | Alberto Juzdado López (ESP)        | 0:59:23      | Amaia Ortega (ESP)             | 1:12:45      |
| 34a    | 1998  | Carlos de la Torre (ESP)           | 1:01:07      | Rocío Ríos (ESP)               | 1:08:54      |
| 33a    | 1997  | Antonio Pérez Perales (ESP)        | 1:00:54      | Angelines Rodríguez (ESP)      | 1:12:40      |
| 32a    | 1996  | Alberto Juzdado López (ESP)        | 0:59:19      | Rocío Ríos (ESP)               | 1:10:24      |
| 31a    | 1995  | Alberto Juzdado López (ESP)        | 0:59:42      | María Luisa Irizar (ESP)       | 1:13:16      |
| 30a    | 1994  | Diego García Corrales (ESP)        | 1:01:34      | María Luisa Irizar (ESP)       | 1:12:26      |
| 29a    | 1993  | Jesús de Grado (ESP)               | 1:02:13      | María Luisa Irizar (ESP)       | 1:15:30      |
| 28a    | 1992  | Diego García Corrales (ESP)        | 1:00:23      | Marina Prat Vidal (CAT)        | 1:14:59      |
| 27a    | 1991  | Peio Garin (ESP)                   | 1:01:43      | Rosi Talavera (ESP)            | 1:15:14      |
| 26a    | 1990  | Juan Mari Garin (ESP)              | 1:02:39      | Gloria Azpilicueta (ESP)       | 1:20:58      |
| 25a    | 1989  | Chema Fernández Atienza (ESP)      | 1:03:57      | Marina Prat Vidal (CAT)        | 1:12:27      |
| 24a    | 1988  | Juan Mari Garin (ESP)              | 1:01:48      | V. Hernández (ESP)             | 1:18:37      |
| 23a    | 1987  | Alfonso Álvarez Valera (ESP)       | 1:03:01      | Begoña Zúñiga (ESP)            | 1:19:40      |
| 22a    | 1986  | Alfonso Álvarez Valera (ESP)       | 1:02:34      | B. Aytnier (MAR)               | 1:19:20      |
| 21a    | 1985  | Alfonso Álvarez Valera (ESP)       | 1:01:43      | María Luisa Irizar (ESP)       | 1:12:01      |
| 20a    | 1984  | Andrés Alfaro (ESP)                | 1:02:58      | María Luisa Irizar (ESP)       | 1:15:45      |
| 19a    | 1983  | Alfonso Álvarez Valera (ESP)       | 1:04:27      | María Luisa Irizar (ESP)       | 1:17:20      |
| 18a    | 1982  | Peio Garin (ESP)                   | 1:02:47      | Carol Rosset (ESP)             | 1:19:20      |
| 17a    | 1981  | Alfonso Álvarez Valera (ESP)       | 1:04:39      | Begoña Zúñiga (ESP)            | 1:27:10      |
| 16a    | 1980  | Juan Mari Garin (ESP)              | 1:03:26      | María Luisa Irizar (ESP)       | 1:22:35      |
| 15a    | 1979  | J.M. Irazu (ESP)                   | 1:03:55      | Begoña Zúñiga (ESP)            | 1:21:01      |
| 14a    | 19631 | Jaizkibel ‘A’ (ESP)                | 1:01:26      |                                |              |
| 13a    | 19511 | Montferrandaise (FRA)              | 1:05:19      |                                |              |
| 12a    | 19491 | C.A.M. Bordeaux (FRA)              | 1:05:32      |                                |              |
| 11a    | 19421 | Real Sociedad de Fútbol (ESP)      | 1:10:07      |                                |              |
| 10a    | 19411 | Real Sociedad de Fútbol (ESP)      | 1:09:28      |                                |              |
| 9a     | 19361 | Eusko Gaztedi (ESP)                | 1:07:29      |                                |              |
| 8a     | 1926  | Dionisio Carreras (ESP)            | 1:18:12      |                                |              |
| 7a     | 1925  | E. Salvidegoitia (ESP)             | 1:15:29      |                                |              |
| 6a     | 1924  | Manuel Azpiroz (ESP)               | 1:14:22      |                                |              |
| 5a     | 1923  | Serafín Ulecia (ESP)               | 1:12:57      |                                |              |
| 4a     | 1922  | Serafín Ulecia (ESP)               | 1:14:50      |                                |              |
| 3a     | 1921  | Henri Dalière (FRA)                | 1:13:22      |                                |              |
| 2a     | 1920  | Henri Dalière (FRA)                | 1:12:55      |                                |              |
| 1a     | 1919  | Juan Mugertza (EUS)                | 1:17:50      |                                |              |

1: Edicions d'equip per relleus
2: Canvi de recorregut
3: Suspesa pel Covid-19